# Michael Raymond-James
Michael Raymond-James (né le 24 décembre 1977 à Détroit (Michigan) est un acteur américain. Il est surtout connu pour avoir tenu le rôle de René Lenier dans la première saison de True Blood  et le rôle de Neal depuis la deuxième saison de Once Upon a Time.

## Carrière
Michael Raymond-James a étudié le théâtre au Lee Strasberg Theatre and Film Institute de New York, avec George Loros, Geoffrey Horne et Robert Castle.
Il a commencé sa carrière dans un film de Craig Brewer : Black Snake Moan, et a joué les guest stars dans plusieurs séries telles que Les Experts (CSI: Crime Scene Investigation), NCIS : Enquêtes spéciales[réf. souhaitée][réf. nécessaire], Médium, Boston Justice et Lie to Me. Il est apparu également dans la série Terriers mais elle fut annulée le 6 décembre 2010, après seulement une saison.

## Filmographie

### Cinéma
- 2006 : Black Snake Moan
- 2010 : The Twenty
- 2012 : Jack Reacher : Linsky
- 2014 : The Salvation de Kristian Levring
- 2016 : The Finest Hours de Craig Gillespie
- 2016 : Carter & June de Nicholas Kalikow : Carter Jennings
- 2021 : Sweet Girl de Brian Andrew Mendoza

### Télévision
- 2008 : True Blood : René
- 2009 : Cold Case : John « Shameless » (saison 6, épisode 16)
- 2009 : Lie to Me : Gavin Howell (saison 2, épisode 1)
- 2010 : Terriers
- 2011 : New York, unité spéciale : Eddie Skinner (saison 12, épisode 24)
- 2012 : The Walking Dead : Dave (saison 2, épisode 8)
- 2012 : Once Upon a Time : Neal Cassidy (récurrent saison 2, principal saison 3, invité saison 5)
- 2014 : Sons of Liberty
- 2016 : Game of Silence : Gil
- 2016 : L'Arme fatale : Vétéran Chad Jackson (saison 1, épisode 5)
- 2018 : Tell Me a Story : Mitch Longo
- 2018 : Frontier : Fortunato
- 2019 : Billions (saison 4 et 5)
- 2019 : Prodigal Son (saison 1) : John Watkins (saison 1)
- 2021 : Big Sky : Blake Kleinsasser (saison 1, épisodes 10-11-12)
- 2021 : New York, crime organisé : Jon Kosta (saison 2, épisodes 1 à 8)
- 2022 : See : Ranger (saison 3)
- 2023 : Godfather of Harlem (saison 3)